# Brno (distrito)
Brno é um distrito da Chéquia na região de Morávia do Sul, com uma área de 230 km² com uma população de 376.172 habitantes (2002) e com uma densidade populacional de 1.636 hab/km².